# Матузов, Николай Михайлович
Матузов, Николай Михайлович (1920, Марьинское, Корсиковская волость, Рославльский уезд, Брянская губерния, РСФСР — 25.09.1943, Мочалище, Бобровицкий район, Черниговская область, Украинское рейхскомиссарство, Немецкое царство) — член партизанского соединения имени Щорса, воевавшего в лесах Черниговщины в 1940-х гг. под началом А. Е. Кривца, руководитель входившего в его состав отряда, судя по всему имеющих отношение к военным преступлениям 1940-х гг. против мирных жителей и многочисленным, порой необоснованным и жестоким убийствам немецких коллаборантов на территории Черниговщины, также как и нынешней Киевщины, жителей сел рядом с Новым Киевом на Заднепровье.

## Жизнеописание
Выходец из села Марьинское, Корсиковская волость, Рославльский уезд, Брянская губерния (Клетнянский район Брянской области по нынешнему админделению), по национальности беларус.
В семье кроме него была как минимум одна сестра, Полина Михайловна Матузова, участвовавшая в партизанском движении в Беларуси.
В 1941 году отступая из Киева попал в окружение, остался в лесах Черниговщины, где при его участии был сформирован партизанский отряд имени Н. М. Щорса, в частности партизанская группа села Мочалище, которую он со временем возглавил. Участвовал в подрыве немецких складов, вражеских эшелонов под Марковцами, Заворычами, Бобровицей, Яготином и т. д., громил полицейские гнезда в селах Новобасанского района и территории Киевской области.
К отряду присоединилось немало местных уроженцев, в том числе семья Щупликов — Яков Гордеевич, Орина Герасимовна их дочь Галя (Анна), её сестра Оля и два брата, Владимир и Николай. Позже Анна Яковлевна Щуплик (01.01.1920-?) стала гражданской женой Н. М. Матузова, родила ему дочь Нину.

## Лето и осень 1943 года. РККА на Украине. Гибель
«Настало лето 1943 года. Каждый день партизаны отряда во главе с Кривцом внезапными ударами по врагу в треугольнике железных дорог Киев — Нежин и Киев — Полтава помогали Красной Армии в боях за освобождение Украины. Александр Кривец выслал на железные и шоссейные дороги 18 диверсионных групп, среди них — группы Ивана Сидоренко, Николая Герасименко, Николая Матузова, Василия Стригуна и Ивана Соловкова.
Сейчас важен каждый эшелон. Немцы пытаются подбросить к Харькову технику, солдат. Задержка движения на железной дороге важнее, чем уничтоженный гарнизон,- говорил Кривец своим подрывникам и командирам рот.
Подрывники отряда Александра Кривца уничтожили 28 вражеских эшелонов. В это число не входят крушения поездов в первый период борьбы на железных дорогах, когда приходилось работать ключами и „рачками“. За время боев отряд уничтожил около 2 тысяч гитлеровцев. В конце сентября 1943 года отряд имени Щорса под командованием Кривца соединился с частями Красной Армии под Киевом.»
В ответ на действия партизан были полностью сожжены два угла села — Гуленковщина и Могилевщина, а также значительная часть Щупликовщины.
Погиб возле Мочалища в бою 20 сентября 1943 года.
Посмертно награждён орденом Отечественной войны І степени.

## Отношение к убийствам коллаборантов и военным преступлениям 1940-х
Судя по воспоминаниям очевидцев отряд под начальством лейтенанта Матузова Н. М. (1920—1943), в составе которого он находился имел непосредственное отношение к убийству старосты Гоголева, выходца из местной семьи раскулаченных казаков Андрея Деревца (1900—1943), (родного брата Евдокии Васильевны Деревец, бабушки известного киевского и украинского художника и философа Ф. К. Тетяныча (1942—2007)) и его жены Татьяны Деревец в 1943 году, судя по всему связанному с отказом сотрудничать с партизанами, в котором по воспоминаниям родственников и односельчан убитых как дополнительный мотив возможно присутствовал какой-то межличностный или имущественный конфликт довоенной эпохи (то есть по их мнению убийства можно было избежать). Данный случай судя по всему не расследовался, а родственники и односельчане убитых вследствие воспитания и страха предпочитали о нём молчать, в том числе учитывая высокий общественный статус преступников, также как и негативное отношение к коллаборантам на официальном уровне в украинском обществе советской эпохи, независимо от степени их вины или невиновности. Также существуют свидетельства и других преступлений данного соединения партизан на Броварщине и Заднепровье. Более ясную картину может дать только открытие архивов.

## Память
Память о нём как и о его товарищах сохранялась краеведами, историками и музейщиками Черниговщины и Киевщины, Украины и СССР.

## Цитаты
- «Люди досі пам’ятають ще два страшні випадки, пов’язані з діями партизанів. Пострілами через сінешні двері було вбито старосту Деревця Андрія і його дружину Тетяну, яких викликали вночі на розмову в сіни. Деревець був із роду розкуркулених. За словами Крука Івана Івановича, це була акція партизанів під керівництвом старшого лейтенанта Мотузова. Він потрапив в оточення в цих краях, а потім опинився в партизанах. Після війни виїхав у Росію. Таким чином цій сім'ї помстилися за зв’язок з німцями.» (Книга «Дума про Оглав», стр.160)